# Krzyż św. Jakuba

Krzyż św. Jakuba

Krzyż św. Jakuba

Krzyż św. Jakuba – krzyż utożsamiany ze świętym Jakubem Większym (Starszym), jednym z 12 Apostołów. Miecz jest atrybutem świętego, który poniósł śmierć męczeńską przez ścięcie, w czasach Heroda Agryppy I, wnuka Heroda Wielkiego.
Krzyż św. Jakuba ma kształt miecza lub sztyletu. Podstawą krzyża jest ostrze, a rękojeść czyli zwieńczenie oraz ramiona mają kształt kwiatów lilii.  Spotyka się co najmniej 8 odmian krzyża św. Jakuba, różniących się przede wszystkim kształtem poprzecznej belki i zwieńczenia. Najczęściej krzyż św. Jakuba przedstawiany jest w kolorze czerwonym na białym tle.
Krzyż św. Jakuba to symbol Zakonu św. Jakuba z Composteli, a także świętych wojowników, krzyżowców, rycerzy i walczących za wiarę. W I dekadzie XXI wieku krzyż św. Jakuba wykorzystywany sporadycznie w formie naramiennych naszywek przez żołnierzy brytyjskich, kanadyjskich, amerykańskich i hiszpańskich oddziałów operujących na Bliskim Wschodzie.
Obecnie krzyż św. Jakuba to popularny symbol  pielgrzymów udających się do Santiago de Compostela drogą św. Jakuba. Używany jest samodzielnie lub w połączeniu  z muszlą św. Jakuba.
Jego kształt mają odznaki niektórych orderów, np.:
- Order Świętego Jakuba od Miecza (Brazylia)
- Order Świętego Jakuba od Miecza (Portugalia)